# Índice de Laspeyres
O índice de preço de Laspeyres trata-se de uma média ponderada de relativos, tendo os fatores de ponderação calculados a partir de preços e de quantidades da época básica. Por conseguinte,o índice de preços de Laspeyres (LP) para um conjunto de mercadorias,em um período t, é uma média aritmética ponderada dos preços relativos dessas mercadorias,utilizando como fatores de ponderação, os valores monetários de cada mercadoria vendidas na época básica.
O nome é uma homenagem ao economista e estatístico alemão Ernst Louis Étienne Laspeyres.